# Tumnob Rolok
Tumnob Rolok es una comuna (khum) del distrito de Stueng Hav, en la provincia de Sihanoukville, Camboya. En marzo de 2008 tenía una población estimada de 13 040 habitantes.
Se encuentra ubicada al suroeste del país, junto a los montes Cardamomo y la costa del golfo de Tailandia.